# August af Kullberg
Johan August af Kullberg, född 1 mars 1817, död 21 december 1881 på Björknäs, Tveta socken, var en svensk militär, tecknare och litograf.

## Biografi
Han var son till biskopen Anders Carlsson af Kullberg adlad af Kullberg och Johanna Lovisa Kruse samt från 1846 gift med Beata Sofia Themptander. Vid sidan av sin militära tjänst ägnade sig Kullberg åt att teckna humoristiska scener och udda typer ur Stockholmslivet samt utförde illustrationsuppdrag för olika förlag och tidskrifter. Bland annat illustrerade han Anna Maria Lenngrens Samlade skaldeförsök, han utgav även flera av sina egna litografier i bokform som Croquier 1841–1843, Bilder 1845 samt Badminnen 1846. Han avslutade sin militära karriär som major. af Kullberg är representerad vid bland annat Nationalmuseum  och Kalmar konstmuseum.
af Kullberg gifte sig med Sofia Themptander, dotter till justitierådet Sven Themptander. Makarna är begravda på Norra begravningsplatsen utanför Stockholm.